# Paulin Puel
Paulin Puel (Nice, 9 mei 1997) is een Frans voetballer die bij voorkeur als aanvaller speelt. Hij staat onder contract bij OGC Nice, waar hij doorstroomde vanuit de eigen jeugdopleiding.

## Familie
Paulin Puel is de zoon van Claude Puel, die zijn trainer is bij OGC Nice. Zijn vijf jaar oudere broer Grégoire Puel is zijn ploegmaat bij Nice.

## Clubcarrière
Puel speelde in de jeugd bij OGC Nice. Op 20 april 2014 liet zijn vader/coach Claude Puel hem debuteren in het uitduel tegen AS Monaco. Puel mocht na 88 minuten invallen voor Valentin Eysseric. Monaco won de wedstrijd met het kleinste verschil na een vroeg doelpunt van Dimitar Berbatov. Drie weken later mocht hij opnieuw invallen, ditmaal in het uitduel tegen Évian Thonon Gaillard.

## Carrièrestatistieken
| Seizoen                         | Club     | Land      | Competitie | Wed. | Goals |
| ------------------------------- | -------- | --------- | ---------- | ---- | ----- |
| 2013/14                         | OGC Nice | Frankrijk | Ligue 1    | 2    | 0     |
| 2014/15                         | OGC Nice | Frankrijk | Ligue 1    | 1    | 0     |
| Totaal                          | Totaal   | Totaal    | Totaal     | 3    | 0     |
| Bijgewerkt t/m 14 december 2014 |          |           |            |      |       |